# Baltic Storm
Baltic Storm är en tysk-brittisk film från 2003 i regi av Reuben Leder, baserad på en historia av Jutta Rabe, Kaj Holmberg och Henning Witte. I rollerna bl.a. Greta Scacchi, Jürgen Prochnow och Donald Sutherland.

## Handling
Julia är en journalist som försöker få ihop ett scoop om vapensmuggling från Ryssland. Spåren leder till Tallinn, där hon den 27 september 1994 missar M/S Estonias avfärd till Stockholm. En av lastbilarna ombord har vapen i lasten. Färjan når aldrig sitt mål, utan förliser på Östersjön.
En av de som räddas är Erik, medan hans son Max är försvunnen. Julia rapporterar om olyckan och träffar då Erik på sjukhuset. Båda inser att haverikommssionen försöker dölja fakta, de upptäcker också att fartygets andrekapten försvunnit trots att han blivit räddad. Då Erik senast såg sin son innan förlisningen var han tillsammans med andrekaptenen vilket tänder hans hopp om att sonen klarat sig. I sin jakt efter sanningen inser Julia och Erik att förlisningen är en medveten handling där människor offrats för att uppnå politiska mål.

## Om filmen
Filmen är inspelad i Potsdam-Babelsberg, Berlin, Cuxhaven, Fishguard, Goslar, Stockholm och Tallinn. Den hade världspremiär i Tyskland och Österrike den 16 oktober 2003 och svensk premiär den 5 mars 2004, åldersgränsen är 11 år.

## Reaktioner
Att man skulle spela in en film om Estoniakatastrofen väckte en del reaktioner hos de anhöriga i Finland, Estland och Sverige. Vissa krävde även att inspelningen av filmen skulle stoppas, vilket dock aldrig gjordes. Filmen visades endast två gånger på bio i Sverige. Det skedde på följande datum:
5/3 2004: Svea, Göteborg 5/3 2004: Kvartersbion, Stockholm

## Rollista (urval)
- Greta Scacchi - Julia Reuter
- Jürgen Prochnow - Erik Westermark
- Donald Sutherland - Lou Aldryn
- Dieter Laser - Rolf Gehrig
- Jürgen Schornagel - Jan Peters
- Barbara Schöne - Ingrid Peters
- Rein Oja - kapten Arvo Kallas
- Gitte Hænning - Lou Aldryns fru

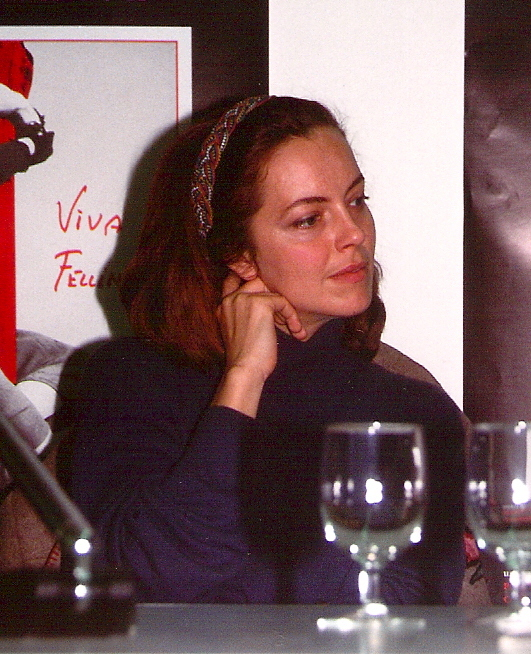
Greta Scacchi

- Bill Clinton - sig själv (arkivbilder) (ej krediterad)
- Boris Jeltsin - sig själv (arkivbilder) (ej krediterad)

## Musik i filmen
Mauri Sumén